# Passion - Summer Ver.
4집 리패키지 《Passion - Summer Ver.》는 쥬얼리의 앨범이다. 발매일은 2005년이며 멤버 이지현과 조민아의 마지막 앨범이다.

## 트랙 목록
1. Passion (Summer Ver.) - 작사 남기상  작곡 남기상  편곡 남기상